# Fanny Gjörup
Fanny Louise Gjörup, senare Gjørup-Nguyen, född 16 oktober 1961 i Örnäset i Luleå, död 15 april 2001, var en svensk jurist och  barnskådespelare.

## Biografi
Fanny Gjörup fick i slutet av 1960-talet som åtta-åring rollen som Brita i TV-serien Den vita stenen, där även hennes styvfar Håkan Serner hade en roll som den snälla skomakaren.
Hon gjorde aldrig någon mer roll efter sin medverkan i TV-serien Den vita stenen utan utbildade sig i stället till jurist vid Lunds universitet.
Hon arbetade bland annat på Nordiska ministerrådet, för Helsingforskommittén och för Rädda Barnen.
År 1990 kom Fanny till Hong Kong på uppdrag av FN:s flyktingkommissarie som juridisk rådgivare till vietnamesiska båtflyktingar. Hon kom där att träffa Harry Nguyen som själv flytt Vietnam genom en strapatsrik och riskfylld båtresa, och som arbetade i Hong Kong som tolk för sina landsmän. De fann varandra, och deras första barn föddes i Hong Kong och deras andra barn när de återvänt till Luleå.
Gjørup-Nguyen avled den 15 april 2001 i en trafikolycka i Rutvik i Luleå kommun, där även hennes man Harry, deras två barn 4 och 6 år gamla, samt hennes mor Annette Serner omkom när deras bil kolliderade med en mötande lastbil.

### Familj
Fanny Gjörup var dotter till Henning Gjørup och Annette Bøgelund samt syster till Malin Gjörup, där mamman senare gifte om sig med Håkan Serner och tog namnet Annette Serner.
Fanny gifte sig med Harry Nguyen och tog namnet Gjørup-Nguyen. I äktenskapet föddes två barn.
Gjörup är begravd på Djursholms begravningsplats.

## Filmografi
- 1973 – Den vita stenen (TV-serie) (som Brita)